# 横山陽介
横山 陽介（よこやま ようすけ、1995年4月14日 - ）は、日本の元ラグビー選手。

## プロフィール
- 秋田県秋田市出身[1]。
- ポジションはスタンドオフ(SO)。
- 身長 181cm、体重 93kg

## 略歴
2014年、桐蔭学園高校卒業後、早稲田大学に入る。なお桐蔭学園高校時代、主将を務め、高校日本代表候補に選ばれたことがある。　
2018年、早稲田大学卒業後、NECグリーンロケッツ（現・NECグリーンロケッツ東葛）に加入。
2022年、現役を引退して大分東明高校の教員になる。